# Maksaticha
Maksaticha (russisch Макса́тиха) ist eine Siedlung städtischen Typs in der Oblast Twer in Russland mit 8744 Einwohnern (Stand 14. Oktober 2010).

## Geographie
Der Ort liegt gut 100 km Luftlinie nördlich des Oblastverwaltungszentrums Twer. Er befindet sich am linken Ufer des linken Wolga-Nebenflusses Mologa, wenig oberhalb der Einmündung der Woltschina.
Maksaticha ist Verwaltungszentrum des Rajons Maksatichinski sowie Sitz und einzige Ortschaft der Stadtgemeinde (gorodskoje posselenije) Possjolok Maksaticha.

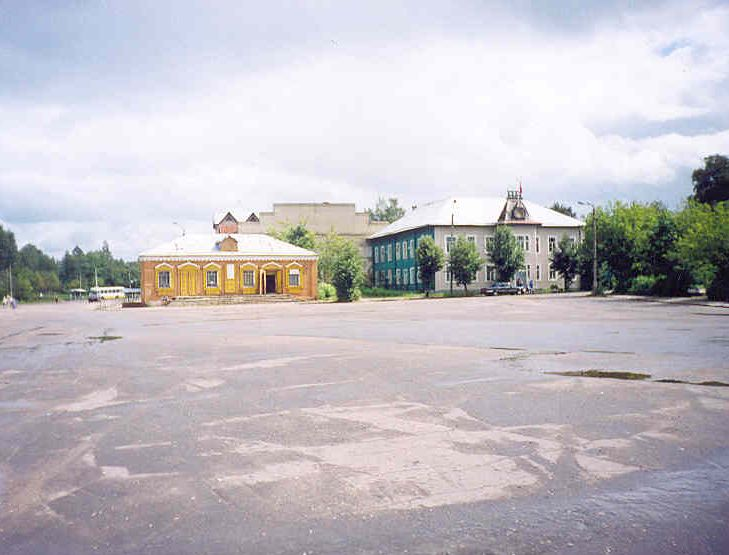
Freiheitsplatz
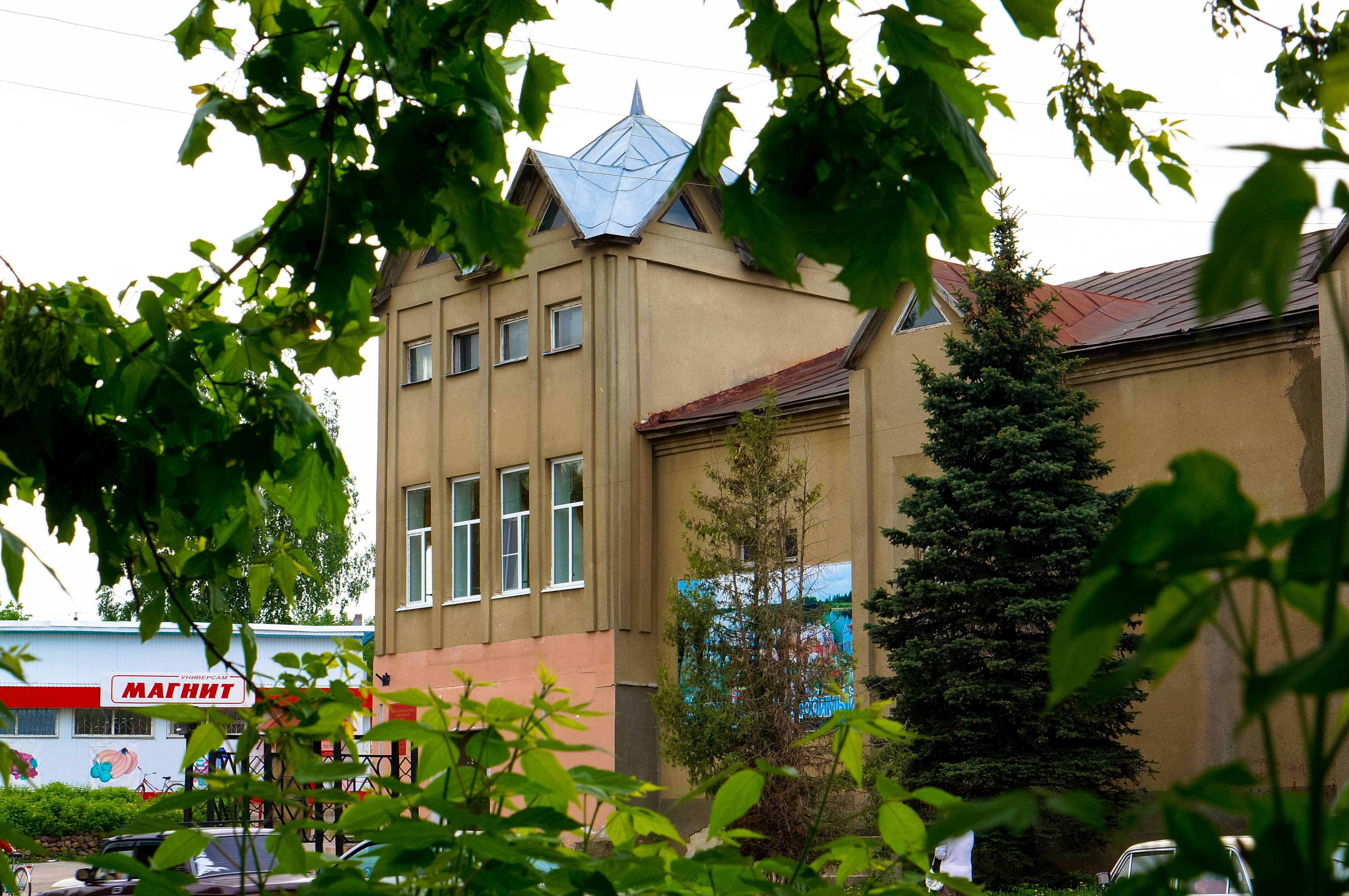
Kulturhaus
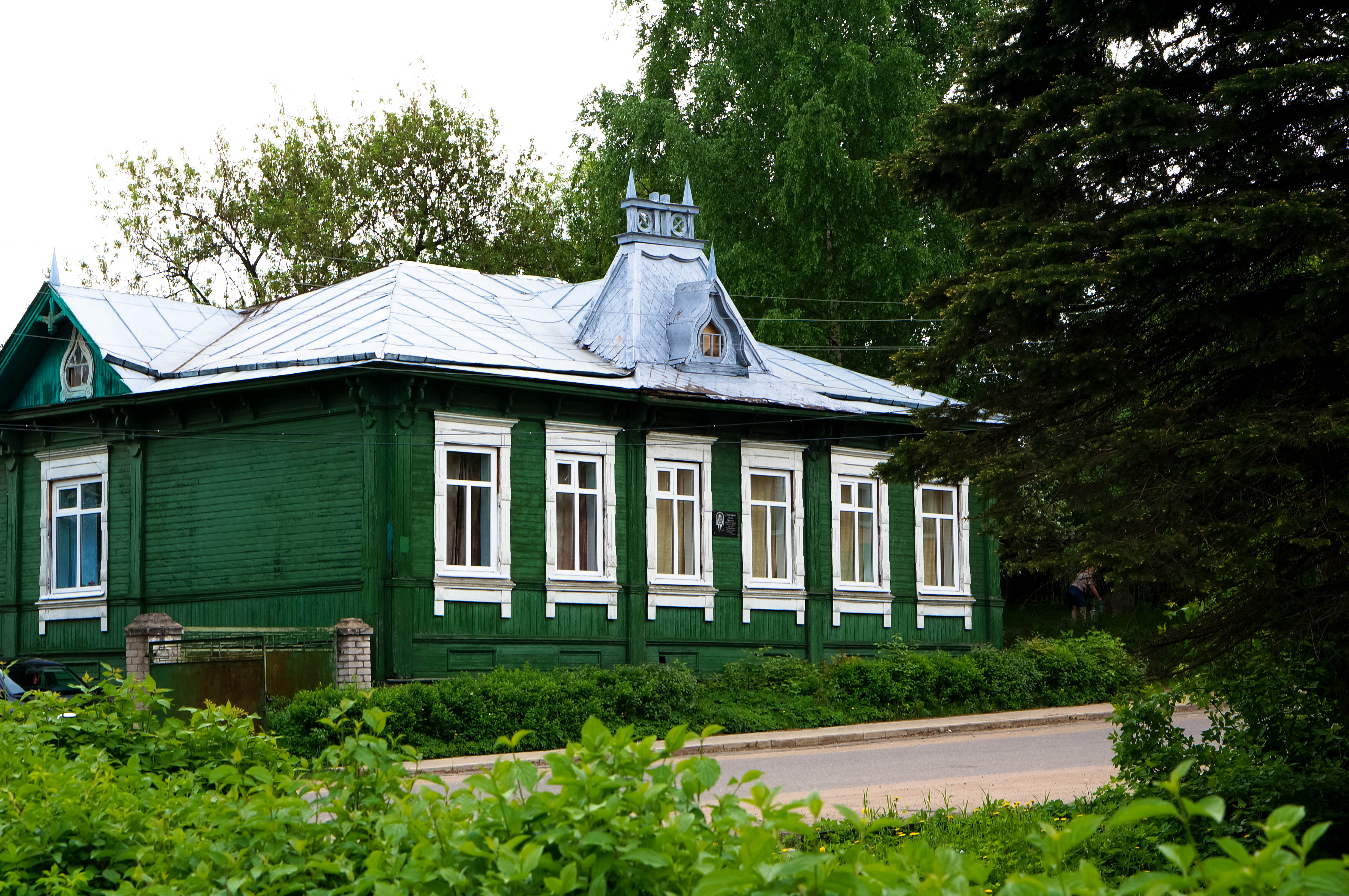
Heimatmuseum
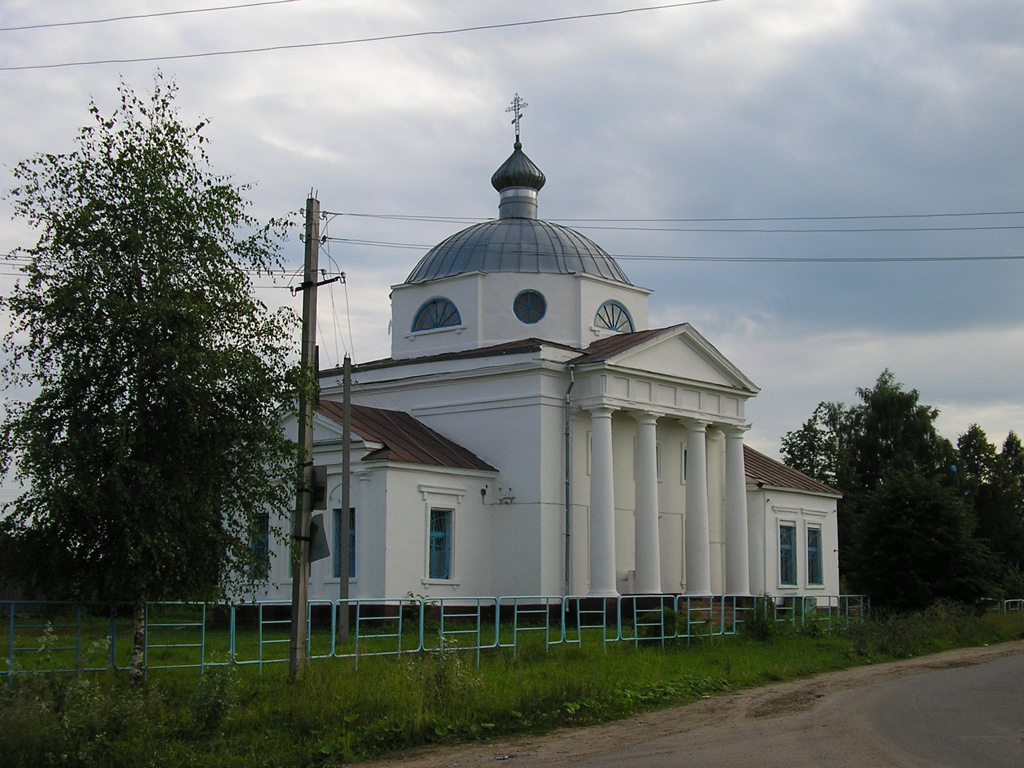
Allerheiligen-Kirche
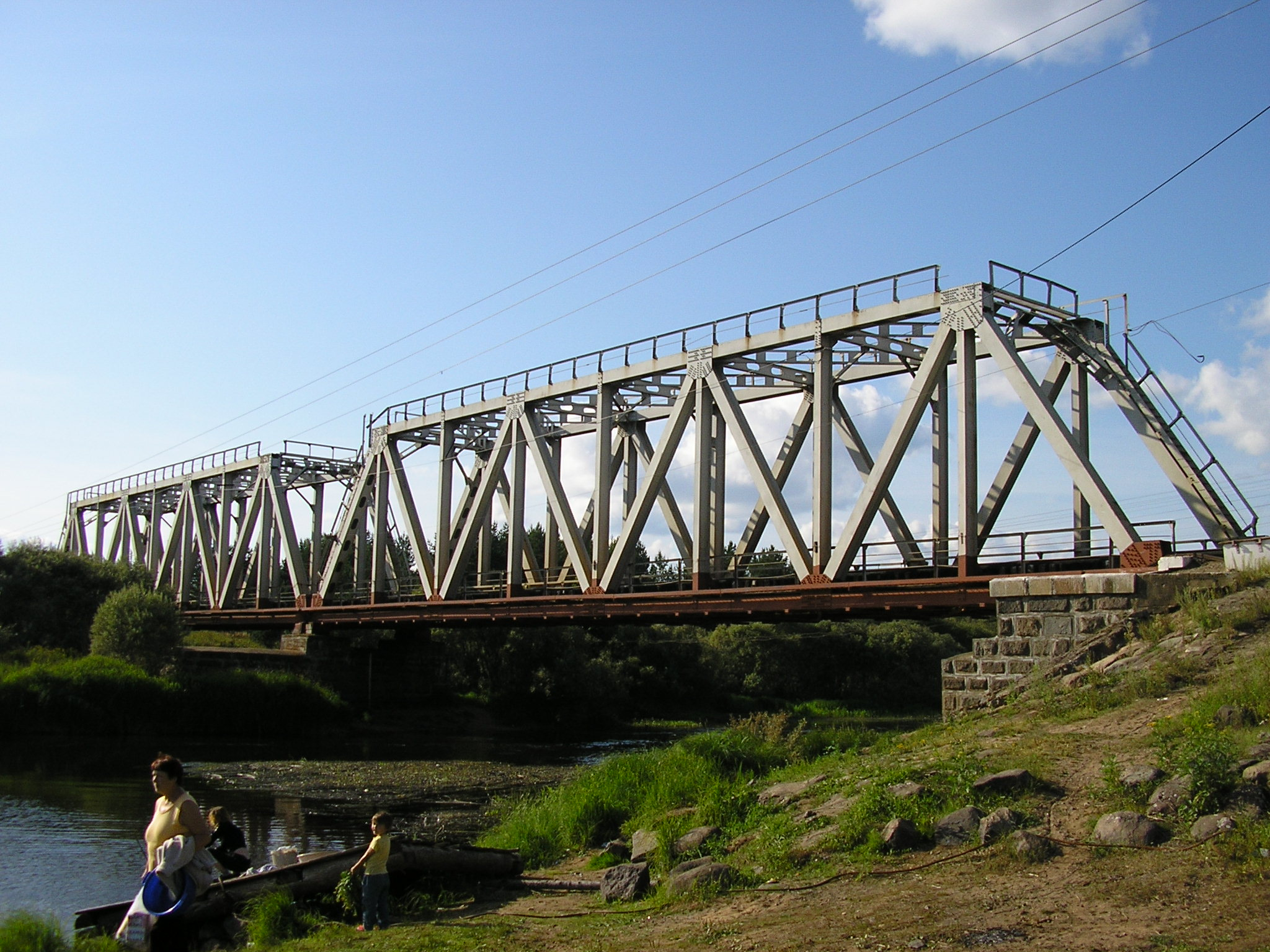
Eisenbahnbrücke über die Woltschina

## Geschichte
Der Ort wurde erstmals 1545 erwähnt. Er nahm einen Aufschwung mit dem Bau der ursprünglich privaten Eisenbahnstrecke Rybinsk – Bologoje Ende der 1860er-Jahre, als dort eine Station errichtet wurde, um die eine Stationssiedlung wuchs. 1928 erhielt sie den Status einer Siedlung städtischen Typs. Am 12. Juli 1929 wurde Maksaticha Verwaltungssitz des neu geschaffenen, nach ihm benannten Rajons.

### Bevölkerungsentwicklung
| Jahr | Einwohner |
| ---- | --------- |
| 1939 | 4.728     |
| 1959 | 6.863     |
| 1970 | 7.861     |
| 1979 | 8.719     |
| 1989 | 10.217    |
| 2002 | 9.753     |
| 2010 | 8.744     |

Anmerkung: Volkszählungsdaten

## Verkehr
Maksaticha besitzt einen Bahnhof bei Kilometer 186 der 1870 eröffneten Eisenbahnstrecke Rybinsk – Bologoje – Pskow.
Durch die Siedlung verläuft die Regionalstraße 28K-0034, die Wyschni Wolotschok (etwa 80 km westlich) an der föderalen Fernstraße M10 Rossija Moskau – Sankt Petersburg mit der Kleinstadt Beschezk (50 km östlich) verbindet. Nach Süden zweigt die 28K-0974 ins benachbarte, gut 50 km entfernte Rajonzentrum Rameschki ab, wo über die 28K-0058 Anschluss in Richtung Twer besteht.